# 이를란드 히드 미클라
이를란드 히드 미클라(고대 노르드어: Írland hið mikla, 라틴어: Hibernia Major 히베르니아 마요르[*], 영어: Great Ireland) 또는 흐비트라만날란드(고대 노르드어: Hvítramannaland, 라틴어: Albania 알바니아[*], 영어: White Men's Land)는 여러 노르드인들이 빈란드 근처에 있다고 말한 어떤 땅의 이름이다.
《붉은 에이리크의 사가》에 보면, 마르클란드에서 붙잡힌 스크렐링갸르가 “흰 옷을 입고, 큰 소리를 지르며, 길쭉한 기둥을 들고, 술을 장식으로 늘어뜨린” 사람들에 관한 이야기를 하는데 이 사람들이 산다는 곳이 흐비트라만날란드이다. 또다른 목격담에서는 이들의 “머리카락과 살갗이 눈처럼 하얗다”라고 한다.
《에위리 사람들의 사가》에서는 구들레이프 구들라우그손과 그 선원들이 더블린에서 아이슬란드로 가던 도중 서쪽 먼 바다로 떠밀려 나가서 어딘가에 표착했는데, 그곳이 어딘지는 정확히 알 수 없었으나 잘 사는 것처럼 보였다. 표류한 노르드인들은 그곳의 거주자들이 구사하는 언어를 아일랜드어라고 생각했다.
현대의 학자들은 이 땅의 정체에 관해 현대 학자들의 의견은 엇갈리고 있다. 일부는 서쪽 대양에 관한 미신적 이야기로서 바이킹 시대에 노르드인들이 아일랜드의 지리 신화를 받아들이게 되면서 만들어진 순전히 신화적인 이야기라고 생각한다. 하지만 일부는 북미 어딘가에 실존했던 곳이라고 보기도 한다.

## 같이 보기
- 랑스 오 메도즈
- 그린란드
- 뉴펀들랜드 래브라도주
- 아소르스 제도
- 브라실